# Poesia confessionale
La poesia confessionale (o confessionalismo) è un genere di poesia sviluppatosi negli Stati Uniti negli anni Cinquanta e Sessanta. Oggi questa denominazione è ancora usata negli Stati Uniti, ma in senso generalmente peggiorativo, per indicare poesie che trattano con stile volutamente trasandato di esperienze personali.
I poeti definiti confessionalisti si ispirano al vissuto personale. Esso costituisce il loro principale centro di esplorazione, e spesso i loro traumi sono usati come fonte di intensità per i loro testi.
Due rappresentanti di rilievo del confessionalismo sono Sylvia Plath e Anne Sexton. Anche buona parte delle opere di John Berryman sono considerate aderenti a questa corrente, della quale il maestro riconosciuto è Robert Lowell. Inoltre si trova un evidente legame col confessionalismo nelle opere dei poeti della Beat Generation degli anni cinquanta e sessanta, particolarmente Allen Ginsberg.